# Рузвельт, Теодор
Теодо́р Ру́звельт-младший (англ. Theodore Roosevelt Jr. [ˈθiːədɔːr ˈroʊzəvɛlt ˈd͡ʒuniɚ]; 27 октября 1858, Нью-Йорк — 6 января 1919, Сагамор-Хилл, Ойстер-Бей, штат Нью-Йорк) — американский политический и государственный деятель, 26-й президент США в 1901—1909 годах и 25-й вице-президент США (4 марта—14 сентября 1901) от Республиканской партии, лауреат Нобелевской премии мира 1906 года.
В 1912 году баллотировался на выборах и пытался в третий раз стать президентом США, но проиграл демократу Вудро Вильсону. 33-й губернатор штата Нью-Йорк (1899—1901).
Теодор Рузвельт — дальний родственник 32-го президента США Франклина Рузвельта, а жена Франклина Элеонора Рузвельт - его племянница.

## Биография

### Ранние годы
Теодор Рузвельт родился 27 октября 1858 года в Нью-Йорке в семье торговца и филантропа нидерландского происхождения. Теодор был вторым ребёнком в семье, у него была одна старшая и одна младшая сестра, и младший брат.
С детства будущий президент не отличался крепким здоровьем и страдал от астмы. В конце 1860-х и начале 1870-х годов семья Рузвельтов путешествовала в Европу, Африку и на Ближний Восток. Начальное образование Теодор получил в основном в домашних условиях — по причине болезненности он почти не ходил в школу.
В 1876 году Рузвельт поступил в Гарвардский университет, который окончил в 1880 году. Тогда же опубликовал своё первое эссе и начал заниматься политикой, в частности вступил в Республиканскую партию. В 1882—1884 годах Рузвельт был членом легислатуры штата Нью-Йорк. 14 февраля 1884 года в один день потерял мать и жену. За несколько дней до этого у него родилась дочь Элис. После трагедии Рузвельт оставил работу и Нью-Йорк, переселившись на Территорию Дакота, и начал вести жизнь фермера. Однако засуха, а также связанные с этим финансовые потери, заставили его вернуться в Нью-Йорк, где он снова с головой погрузился в политику.
В 1886 году женился второй раз. Его супругой стала подруга детства Эдит Кэроу, которая в дальнейшем родила ему пятерых детей.

### Политическая деятельность до президентства
В 1895 году назначен шефом полиции города Нью-Йорк. С 1897 года — заместитель военно-морского министра в администрации президента У. Мак-Кинли.
В 1898 году во время испано-американской войны принимал участие в военных действиях на Кубе, командуя 1-м добровольческим кавалерийским полком США «Мужественные всадники». За проявленную храбрость был представлен к награждению Медалью Почёта, но награждение было утверждено только в 2001 году, и Рузвельт посмертно стал первым и единственным президентом, удостоенным высшей военной награды своей страны.
С 1899 по 1900 год занимал пост губернатора штата Нью-Йорк.

### Президент США

#### Первый срок (14 сентября 1901 года — 4 марта 1905 года)

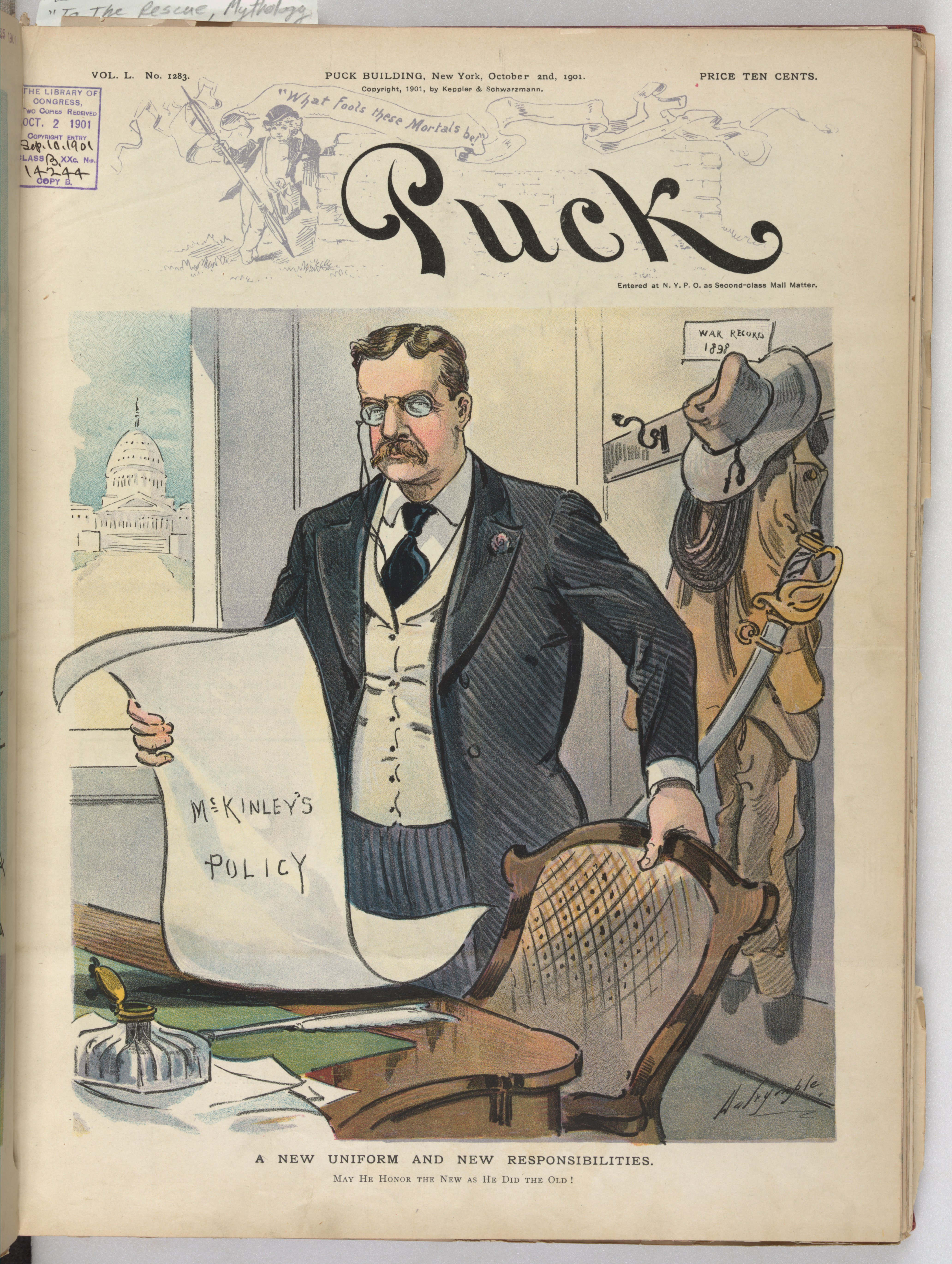
Карикатура, посвящённая вступлению Рузвельта в должность президента

В 1900 году команда Мак-Кинли и Рузвельта одержала победу на президентских выборах. 4 марта 1901 года Мак-Кинли вступил в должность президента на второй срок, Рузвельт стал вице-президентом. 6 сентября того же года на Мак-Кинли было совершено покушение, а 14 сентября он скончался от полученной раны. В тот же день Рузвельт был приведен к присяге как новый президент. Он стал самым молодым (42 года и 10 месяцев) президентом за всю историю США.
Принеся присягу, Рузвельт сохранил без изменений весь кабинет Мак-Кинли и заверил деловые круги в том, что не будет ограничивать деятельность монополий, чего добивались остальные претенденты на Белый дом.
3 декабря 1901 года в своём первом послании Конгрессу США Рузвельт объявил своей целью достижение большей социальной справедливости. Именно в социальной сфере правительство США испытывало в то время наибольшие проблемы. Все более углублялось недовольство народных масс, вызываемое ростом коррупции и засилием монополий.
Желая унять народные волнения и в то же время не ограничивать интересов монополий, Рузвельт акцентировал внимание общественности на конкретных проявлениях социальной несправедливости со стороны отдельных «нечестных» трестов. Против ряда корпораций были возбуждены судебные процессы, однако в большинстве случаев корпорации отделывались лишь незначительными штрафами. Распущенные же по решению суда тресты вскоре возрождались под новыми названиями.
Эти судебные процессы позволили Рузвельту создать себе репутацию «разрушителя трестов» и в то же время позволили продолжить по сути политику невмешательства государства в деятельность монополий. Теодор Рузвельт создал себе имидж первого великого американского героя нового века — века средств массовой информации.
Рузвельт умело скрестил имидж необычайно мужественной и властной фигуры, заставив широкую аудиторию покорно принять его, и показал, как могло процветать аристократическое правление в условиях массовой демократии. Он считал отсутствие или недостаток мужественности угрозой не только политическим реформам в самой стране, но и её политическим позициям за рубежом. Многие историки полагают, что делая упор в своей политике на мужественность, он тем самым компенсировал слабость и болезненность в детстве. Он усвоил ещё от своего отца, что может стать смелым и победителем, только если будет готов драться.
Рузвельт продолжил курс Мак-Кинли на отказ от изоляционизма и становление Америки как мировой державы, активно действующей во всём мире. Ему принадлежат выражения «политика большой дубинки» и «мировой полицейский».
В начале XX века правительство Венесуэлы получало письма от Великобритании и Германии из-за «актов насилия против свободы британских субъектов и массированного захвата британских кораблей», а также отказа выплачивать внешние долги. Вскоре военными силами этих стран была организована тотальная морская блокада (1902—1903), против которой и выступил Рузвельт. Это событие стало основой для поправки Рузвельта к доктрине Монро. Хотя основа этой концепции уже была расписана в частных письмах президента, её официальное провозглашение произошло в 1904 году. Рузвельт отмечал, что хочет только чтобы «другие республики на этом континенте» были «счастливы и процветали». Для осуществления этого, поправка требует от них «поддерживать порядок в пределах своих границ и выполнять свои обязательства перед чужаками».
Большинство историков, а с ними и главный биограф Рузвельта Говард К. Бил считают, что поправка стала следствием личных убеждений Рузвельта и его связей с иностранными держателями облигаций.
В 1901 году государственный секретарь США Джон Хэй оказал давление на правительство Никарагуа для одобрения проекта одноименного канала. Взамен страна получала 1,5 млн долларов, 100 тыс. долларов ежегодных выплат и гарантии США «обеспечить суверенитет, независимость и территориальную целостность». Позже никарагуанцы вернули договор с одним изменением: вместо 100 тыс. долларов ежегодно они хотели получить 6 млн единоразовым платежом. США приняли эти условия, но после одобрения Конгресса встал вопрос судебной юрисдикции: в зоне канала США её не имели. Этот вопрос был на грани разрешения, пока про-панамские конгрессмены не сумели продавить альтернативный проект канала.
В контролировавшейся Колумбией Панаме США имели большие интересы, а Колумбия и французская компания-концессионер повысили цены на строительные материалы. Отказавшись платить больше, американцы «организовали революцию» в Колумбии. 3 ноября 1903 года Панама при поддержке военного флота США восстала против Колумбии. Получив статус республики, Панама также получила 10 млн долларов от США, ежегодную выплату в 250 тыс. долларов и гарантии независимости. Взамен американцы получили «вечные» права на зону панамского канала. Позже Рузвельт говорил, что «взял канал и поручил Конгрессу обсудить эту проблему». После утраты территории, Колумбия апеллировала к США с требованием пересмотра договоров и переименования Панама-Сити.

#### Выборы 1904 года
В своей предвыборной кампании Рузвельт делал упор на осуждение преступников среди монополистов, не осуждая монополий в целом, и в то же время ведя переговоры с представителями корпораций о финансировании Республиканской партии. Деловые круги Соединённых Штатов быстро разобрались в истинной роли Рузвельта в деле защиты интересов крупного капитала. Впоследствии стало известно, что эти круги покрыли 72,5 % всех расходов предвыборной кампании Республиканской партии. Среди главных спонсоров этой партии в 1904 году можно назвать: Джона Пирпонта Моргана, Джона Дэвисона Рокфеллера, Эдварда Генри Гарримана, Генри Клея Фрика и других крупных американских промышленников.

#### Второй срок (4 марта 1905 года — 4 марта 1909 года)
8 ноября 1904 года в день своего избрания на второй срок Рузвельт объявил, что более не намерен выдвигать свою кандидатуру на очередной срок, поскольку считает доставшиеся ему от Мак-Кинли годы президентства своим первым сроком. Хотя закон и позволял ему баллотироваться ещё раз — 22-я поправка к конституции, запрещающая это, была принята только в 1951 году.

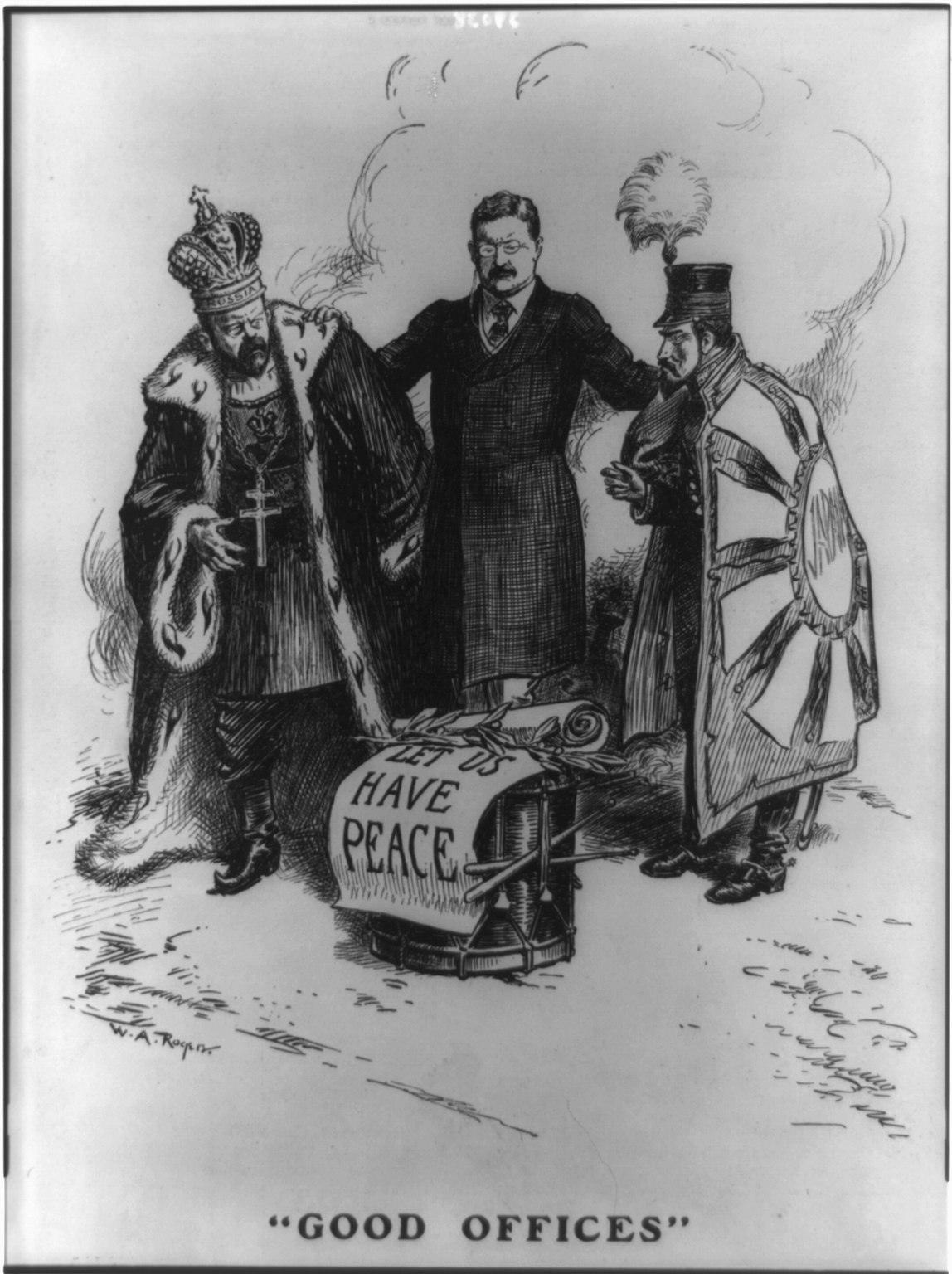
Рузвельт в роли посредника между Россией и Японией

Рузвельт был первым президентом, который пригласил в Белый дом представителя афроамериканцев, первым американцем, получившим в 1906 году Нобелевскую премию мира (за посредничество в заключении русско-японского Портсмутского мира).
Теодор Рузвельт не присутствовал на церемонии награждения. Вместо него премию получал американский посланник и полномочный министр в Норвегии Герберт Пиерс. На полученную денежную сумму 26-й президент США пообещал построить в Вашингтоне постоянный комитет мира. В итоге, деньги, полученные от Нобелевского комитета, хранились до 1917 года, когда Рузвельт поручил передать их агентствам, оказывающим помощь жертвам Первой мировой войны.
После получения награды Рузвельт продолжил свою политику посредника: президент был организатором конференции для урегулирования марокканского кризиса между Францией и Германией.
В 1908 году Рузвельт отказался баллотироваться на третий срок, соблюдая данное когда-то публичное обещание и поддержал выдвижение в президенты от республиканцев Уильяма Тафта, который был военным министром в его кабинете. Тафт был избран новым президентом США, победив кандидата от демократов Уильяма Брайана.
На закате своего правления президент Рузвельт отправил 16 линкоров в кругосветное плавание, продолжавшееся с 16 декабря 1907 по 22 февраля 1909 года. Корпуса кораблей были окрашены в привычный для мирного времени цвет — белый, за что позже они стали известны как «Великий белый флот». Это демонстрировало Японии, которая получила статус крупной морской державы после разгрома российского флота в Цусимском сражении в 1905 году, что американский флот, несмотря на то что он базируется в Атлантическом океане, может быть развёрнут в любой точке мира и сможет защитить американские интересы на Филиппинах и в Тихом океане.

#### Африканская экспедиция (1909—1910 годы)
Сразу же после завершения президентского срока Рузвельт отправляется в экспедицию в Африку, спонсируемую Эндрю Карнеги и Смитсоновским институтом. В ходе экспедиции группа Рузвельта собрала для института около 11 400 образцов животных.

### Лидер Прогрессивной партии США, кандидат в президенты на выборах 1912 года

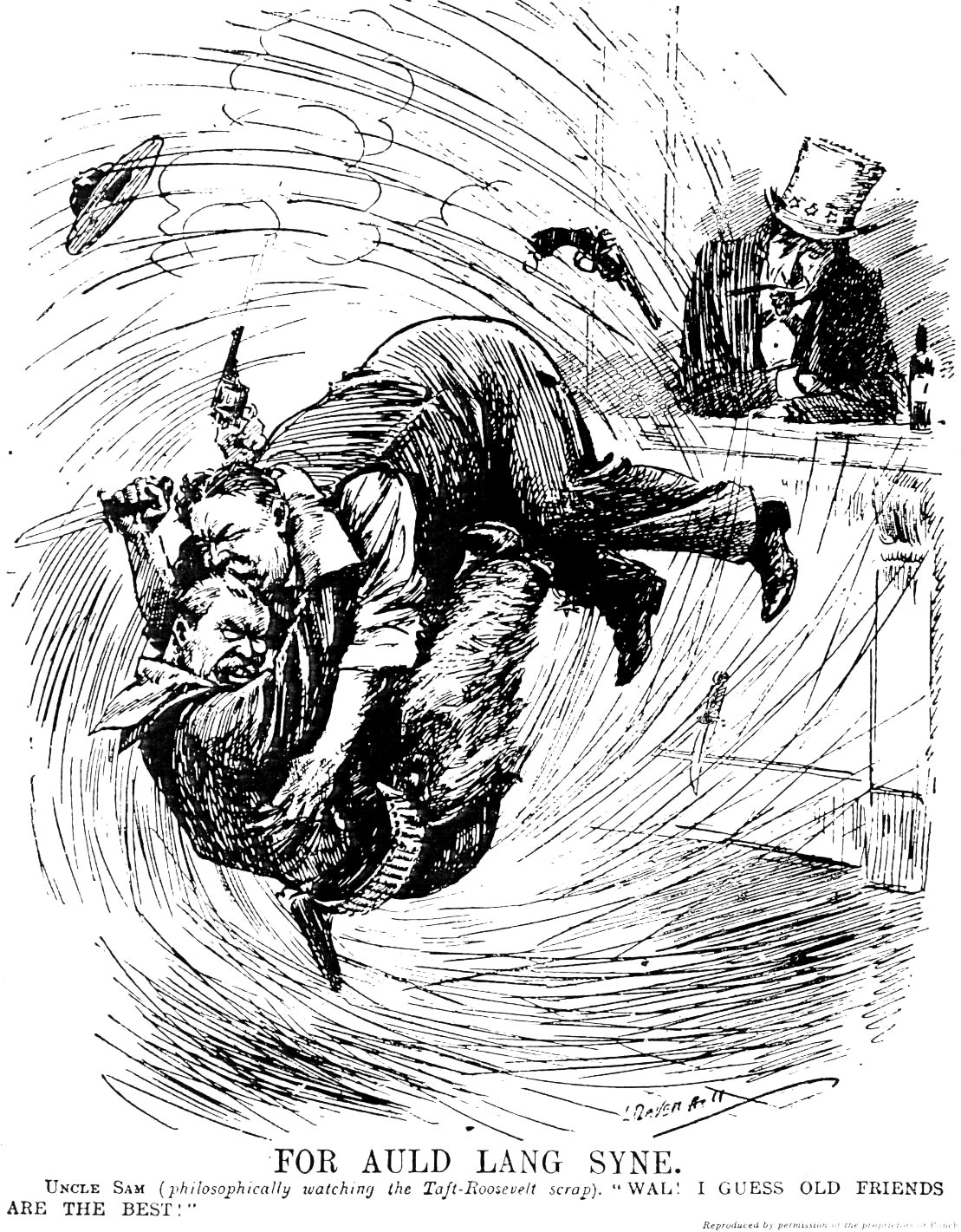
Борьба Рузвельта с Тафтом на глазах дяди Сэма. Карикатура 1912 г.

В 1911—1912 годах Рузвельт, недовольный политикой своего преемника на президентском посту Уильяма Тафта, начинает активную предвыборную борьбу за президентский пост. Рузвельт намеревается стать кандидатом в президенты США от Республиканской партии вместо Тафта, который собирался баллотироваться на второй срок.
Рузвельт сумел одержать убедительную победу на праймериз среди кандидатов в президенты от республиканцев. Он набрал 278 голосов делегатов, тогда как президент Тафт получил лишь 48 голосов, а сенатор Лафолет — 36.
Тем не менее Рузвельт не получил поддержки при выдвижении своей кандидатуры в президенты США от Республиканской партии на партийном конвенте (съезде) республиканцев в Чикаго 7 июня 1912 года (конвент продавил выдвижение Тафта). Возмущённый Рузвельт обвинил Тафта в «краже голосов» (нарушениях при подсчёте голосов), заявив «если вы забаллотировали настоящее и законное большинство, оно должно организоваться». Это стало началом формирования новой политической партии в США, актив которой составили сторонники Рузвельта из прогрессивного крыла Республиканской партии.
После объявления в ночь на 22 июня результатов голосования 343 сторонника Рузвельта, обозначив себя красными банданами, покинули конвент. По словам биографа Рузвельта А. И. Уткина «у многих делегатов съезда было чувство, что свершилась едва ли не национальная революция».
5 августа 1912 года в Чикаго прошёл конвент Прогрессивной партии США, на котором Теодор Рузвельт был выдвинут кандидатом в президенты страны.

#### Первое покушение (1912)

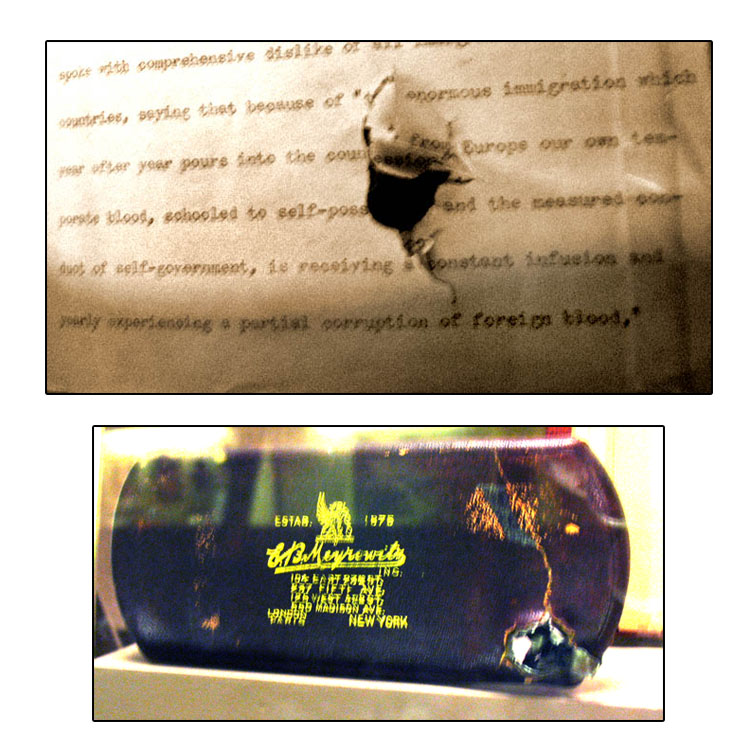
Простреленные рукопись и футляр для очков

14 октября 1912 года, когда Рузвельт во время предвыборной кампании собирался выступить с речью перед собравшейся толпой в Милуоки, в него выстрелил некто Джон Шрэнк. Пуля попала в грудь, пробив сначала футляр от очков, а затем лежавшую во внутреннем кармане толстую 50-страничную рукопись с речью, которую Теодор намеревался произнести. Рузвельт, как опытный охотник, разбирающийся в анатомии, заключил, что раз он не кашляет кровью — значит пуля не пробила лёгкое, и отказавшись от помощи выступал перед собравшимися 90 минут, пока кровь расплывалась по рубашке. Рузвельт начал словами: «Дамы и господа, не знаю, понимаете ли вы, что в меня только что стреляли; но Лося так просто не убьёшь» (лось — символ Прогрессивной партии Рузвельта). Как выяснили позднее, пуля вошла в грудь, но не пробила плевру, и было бы опаснее извлекать её, чем оставить как есть. Рузвельт носил эту пулю в груди до конца жизни.
На выборах 1912 года Рузвельт занял второе место, опередив действующего президента США — кандидата от Республиканской партии Уильяма Тафта (88 голосов выборщиков у Рузвельта против 8 — у Тафта). Однако он настолько отстал от победителя кампании — кандидата от Демократической партии Вудро Вильсона (Вильсон набрал 435 голосов выборщиков), что было совершенно ясно, что он не сможет вернуться в Белый дом. Это вместе с низкими результатами на местных выборах привело к падению престижа созданной им Прогрессивной партии и уходу многих её лидеров.

#### Южно-американская экспедиция
После поражения на выборах Рузвельт принял участие в научной экспедиции в Бразилии, изучавшей долину Реки Сомнения (порт. Rio da Duvida), переименованной впоследствии в его честь. Во время экспедиции Рузвельт получил небольшую рану на ноге, которая вскоре вызвала тропическую лихорадку и едва не привела к смерти.

#### Второе покушение (1916)
30 мая 1916 года в Канзас-Сити, около 9:00 по местному времени на него было совершено ещё одно покушение накануне очередной избирательной кампании. Во время проезда кортежа с Рузвельтом в машине с открытым верхом по Гран-Бульвар в направлении здания городского совета, где он должен был выступить с речью, нападавший метнул в него метательный нож с лезвием четырёхдюймовой длины и скрылся в толпе, нож пролетел несколькими дюймами ниже желаемой траектории, вонзился в дверь машины и оттуда упал на подножку. Экс-президент не пострадал. Рузвельт не обратил внимания на крики видевших покушение, он в этот момент приветственно махал рукой собравшимся на противоположной стороне бульвара, которые также не видели случившегося. Поскольку Рузвельт на тот момент не занимал государственных постов и являлся частным лицом, к нему не была приставлена федеральная охрана, машину сопровождали пешие добровольцы-охранники из организации «Американский легион» (первого формирования), старший охраны Эрнест Шелл, чтобы не срывать хода праздничной процессии, поднял нож и быстро передал его ближайшему постовому с указанием доставить орудие преступления компетентным представителям полицейских властей. Пятнадцатитысячная толпа собравшихся горожан скандировала: «Дайте нам Тедди!», «Рузвельта в президенты!». Личный секретарь экс-президента Джон Макграт попытался не допустить огласки инцидента до выяснения обстоятельств случившегося, но пресса в тот же день растиражировала инцидент с подробностями, Макграт был вынужден признать факт произошедшего. Полицейские чины объявили приметы нападавшего в розыск и сообщили о проведении общегородского плана по перехвату злоумышленника, в прессе сообщили что лезвие ножа было отравлено. Рузвельт проследовал сперва в местный коммерческий клуб, где посетил званый обед в свою честь, после чего отправился в зал заседаний местного совета и выступил с речью, как и было запланировано.

### Последние годы
В конце 1910-х годов республиканцы вновь объединились вокруг Рузвельта.

#### Кончина
Теодор Рузвельт скончался 6 января 1919 года от отрыва тромба во сне в своём имении Ойстер-Бей.
Рузвельт был похоронен в Сагамор-Хилле без воинских почестей и оркестра. На похоронах присутствовало лишь несколько человек.
Президент Вильсон узнал о кончине политического оппонента во время пребывания в Италии. Известие доставили в Президентский поезд экстренной телеграммой. Вильсон объявил в США траур; по всей стране были приспущены флаги.

## Память

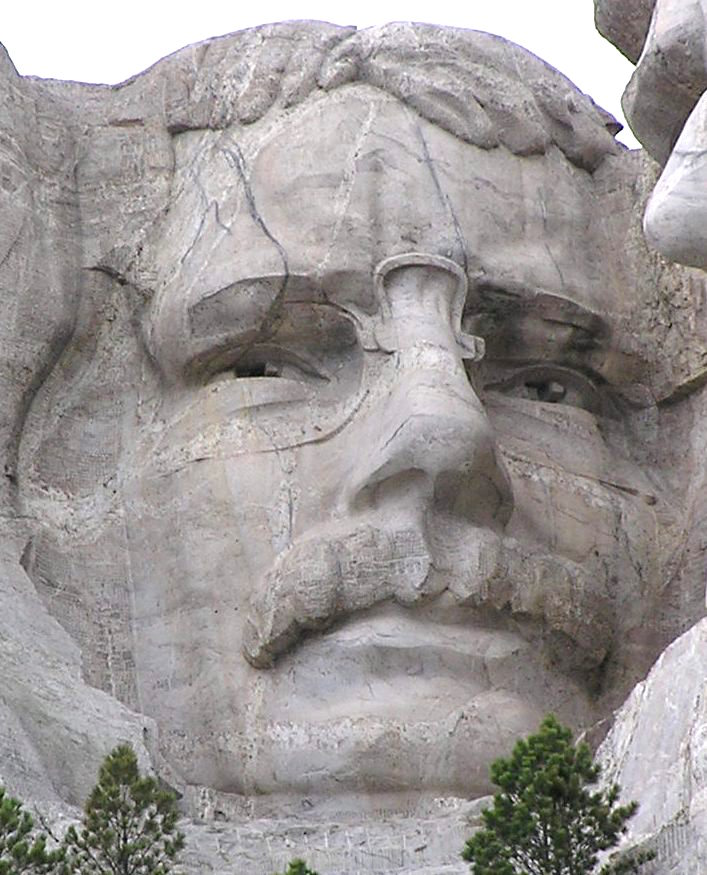
Скульптурный портрет Теодора Рузвельта, высеченный в горе Рашмор

Теодор Рузвельт стал одним из наиболее запомнившихся президентов США, образ которого многократно использовался в массовой культуре. В 1927 году его облик был запечатлён в барельефе на горе Рашмор наряду с тремя другими выдающимися президентами США — Джорджем Вашингтоном, Томасом Джефферсоном и Авраамом Линкольном.
В игре Sid Meier’s Civilization VI представляет цивилизацию Америка.

### Образ в кино
Теодор Рузвельт на IMDb
- 1941 — «Гражданин Кейн», кинофильм, США. Роль Рузвельта исполнил Томас А. Каррен[англ.] (в титрах не указан).
- 1944 — «Буффало Билл»[англ.], кинофильм, США. Роль Рузвельта исполнил Сидни Блэкмер (в титрах не указан).
- 1962 — эпизод Riff-Raff телесериала «Вирджинец»[англ.], США. Роль Рузвельта исполнил Карл Свенсон[англ.].
- 1976 — «Элеонора и Франклин[англ.]», мини-сериал, США. Роль Рузвельта исполнил Уильям Фиппс.
- 1977 — «Элеонора и Франклин: Годы в Белом доме[англ.]», телефильм, США. Роль Рузвельта исполнил Дэвид Хили[англ.].
- 1992 — «Продавцы новостей», мюзикл, США. Роль Рузвельта исполнил Дэвид Джеймс Александр.
- 1992 — «Происшествие на водопаде Виктория», телефильм, Люксембург—Бельгия—Италия—Франция—Великобритания—США. Роль Рузвельта исполнил Клод Экинс[англ.].
- 1997 — «Мужественные всадники», телесериал. Роль Рузвельта исполнил Том Беренджер.
- 2006 — «Ночь в музее», кинофильм, США. Роль Рузвельта исполнил Робин Уильямс.
- 2008 — «Загадочная история Бенджамина Баттона», кинофильм, США. Роль Рузвельта исполнил Эд Мецгер[англ.].
- 2009 — «Ночь в музее 2», кинофильм, США. Роль Рузвельта исполнил Робин Уильямс.
- 2014 — «Ночь в музее: Секрет гробницы», кинофильм, США. Роль Рузвельта исполнил Робин Уильямс.
- 2015 — «Другое время», сериал, США. Роль Рузвельта исполнил Майк О’Коннел.
- 2018 — «Алиенист», телесериал, США. Роль Рузвельта исполнил Брайан Герати.
- 2022 — «Теодор Рузвельт[англ.]», мини-сериал, США. Роль Рузвельта исполнил Руфус Джонс[англ.].

## Публикации
- Теодор Рузвельт. Удачный выстрел : охотничьи записки : [пер. с англ.] / ил. А. А. Дёгтев. — М. : Вече, 2008. — 350 с. — (Охотничьи приключения). — ISBN 978-5-9533-2916-3.
- Теодор Рузвельт. Законы лидерства / Сост. Алан Аксельрод; пер. с англ. Т. О. Новиковой. — М. : Эксмо, 2020. — 283 с. — (Путь лидера. Легендарные бестселлеры). — ISBN 978-5-699-86759-2.
- Теодор Рузвельт. Удачная охота : Охота на крупных животных на Западе / Пер. с англ. А. С. Ерёмина. — Ирбит : Печатный вал, 2020. — 116 с.
- Война на море 1812 года = The Naval War of 1812. — М.: Центрполиграф, 2024. — 447 с.

### Речи и выступления
- Теодор Рузвельт. Препятствия к немедленной экспансии : Письмо к контр-адмиралу А. Мэхэну = Obstacles то immediate expansion // Papers of Theodore Roosevelt. — Manuscript Division. Library of Congress, 1897.
- Т. Рузвельт — «Новый национализм»
- 4-е послание Т. Рузвельта Конгрессу США («Поправка Рузвельта к Доктрине Монро»)
- Теодор Рузвельт. История как литература // Веси : журнал. — 2017. — № 11. — С. 26—35.